# Kongres Ogólnoludowy
Kongres Ogólnoludowy (ang. All People's Congress) – jedna z dwóch głównych partii politycznych Sierra Leone wraz z Ludową Partią Sierra Leone (SLPP). Na czele rządu była w latach 1968–1992 i ponownie stała się partią rządzącą w 2007, kiedy to Ernest Bai Koroma wygrał wybory prezydenckie z ramienia Kongresu Ogólnoludowego.